# Aglantha digitale
Espèce
Synonymes
- Aglantha conica Hargitt, 1902[1]
- Aglantha digitalis (O.F. Mueller, 1776)[1]
- Eirene digitale (O. F. Mueller, 1776)[1]
- Medusa digitale O. F. Müller, 1776[1]
- Trachynema digitale (O. F. Mueller, 1776)[1]
- Aglantha digitalis (Müller, 1776)[2]
- Medusa digitale Müller, 1776[2]

Aglantha digitale  est une espèce de tracyméduses appartenant à la famille des Rhopalonematidae.

## Habitat et répartition
Cette espèce est présente dans l'océan Arctique et le nord Atlantique.